# Gloxinia
Gloxinia is een geslacht uit de familie Gesneriaceae. De soorten komen voor in de tropische delen van Centraal-Amerika en Zuid-Amerika.

## Soorten
- Gloxinia alterniflora A.O.Araujo & Chautems
- Gloxinia erinoides (DC.) Roalson & Boggan
- Gloxinia major (Fritsch) C.A.Zanotti & Lizarazu
- Gloxinia perennis (L.) Druce
- Gloxinia xanthophylla (Poepp.) Roalson & Boggan